# Шер-Сунаёль
Шер-Сунаёль — река в России, протекает в Республике Коми. Устье реки находится на 55 км по правому берегу реки Исакова. Длина реки составляет 31 км. Справа принимает приток — ручей Банный.

## Этимология гидронима
Названия рек Дзёля-Сунаёль, Шер-Сунаёль и Ыджыд-Сунаёль происходят из языка коми. В нём Дзёля—Шер—Ыджыд означают соответственно «большой»—«средний»—«малый», Ёль— «ручей». Суна происходит либо от слова шуна в значении «тепловатый», либо (что более вероятно) от сына, где сын означает рыбу язь, -а – суффикс. И означает «средний язёвый ручей».

## Данные водного реестра
По данным государственного водного реестра России относится к Двинско-Печорскому бассейновому округу, водохозяйственный участок реки — Печора от водомерного поста у посёлка Шердино до впадения реки Уса, речной подбассейн реки — бассейны притоков Печоры до впадения Усы. Речной бассейн реки — Печора.
По данным геоинформационной системы водохозяйственного районирования территории РФ, подготовленной Федеральным агентством водных ресурсов:
- Код водного объекта в государственном водном реестре — 03050100212103000064297
- Код по гидрологической изученности (ГИ) — 103006429
- Код бассейна — 03.05.01.002
- Номер тома по ГИ — 03
- Выпуск по ГИ — 0